# Austroheptura illiesi
Austroheptura illiesi is een steenvlieg uit de familie Austroperlidae. De wetenschappelijke naam van de soort is voor het eerst geldig gepubliceerd in 1974 door Hynes.